# Operacija Magistrala
Operacija Magistrala (rus: Операция Магистраль) bila je sovjetska operacija iz kasne faze Rata u Afganistanu, kojoj je bio cilj otvoriti koridor za snabdijevanje grada Hosta, kojeg su mudžahedini 7 godina držali u okruženju.

## Kontekst
Operacija je pokrenuta kako bi se otvorila komunikacija između gradova Gardez i Host, koju su nekoliko mjeseci blokirale udružene snage mudžahedina i lokalnih plemena, odnosno kako bi se vršilo snabdijevanja Hosta kojeg su mudžahedini držali pod opsadom.
Nositelji ofenzive bile su sovjetska 108. Motorizirano-streljačka divizija, 201. Motorizirano-streljačka divizija iz sastava 40. Armije, 103. Gardijska zračno-desantna divizija, 345 padobranska pukovnija, 56 gardijska zračno-desantna brigada i nekoliko jedinica sovjetskih Snaga za specijalne namjene. Od snaga Demokratske Republike Afganistan u ofenzivi su sudjelovale: 8., 11., 12., 14., I 25. pješačka divizija, te 15. tenkovska brigada.
Operacija je pokrenuta nakon serije propalih pregovora s vođom plemena Jadran - Džalahudinom Hakanijem, koji je želio osvajanjem grada Hosta stvoriti snažno uporište za svoje snage u toj regiji, čime bi pod kontrolu stavio značajan teritorij nezavisan od pro-sovjetske središnje vlasti u Kabulu.

## Operacija
U početnoj fazi operacije 19. studenog, snage Afganistanske Armije očistile su ravnice u okolici Gardeza, kako bi se stvorili preduvjeti za prelazak u planinska područja. Do 30 studenog snage Afganistanske Armije su uz velike gubitke očistile Ghalgai, Daru, Saruti Kandau i dolinu Shabak Khel.

### Bitka za prijevoj Satukandav
Prijevoj Satukandav koji se nalazi tridesetak kilometara istočno od grada Gardeza, bio je glavna žila kucavica između Kabula i Hosta. Jednako tako, to je bila točka gdje je bila koncentrirana glavnina obrane mudžahedina. Obranu su prvenstveno činili ukopani protuzrakoplovni topovi i druga teška oruđa, pa je tako ondje bilo raspoređeno desetak VBR-ova BM-12, dok su po dominantnim kotama bili postavljeni su protuzrakoplovni topovi ZGU-1. Mudžahedini su obranu također ojačali desecima teških strojnica DShK 1, bestrzajnim topovima od 75mm I 82 mm, bacačima raketa RPG-7, te čitavom “šumom” nagaznih mina.
Nakon što su propali pregovori, Sovjeti su 28. studenog pokrenuli napadne operacije. Prema planu generala Borisa Gromova, iz zrakoplova su iznad prijevoja bačene “lutke-padobranci” kako bi mudžahedini na njih otvorili vatru i time odali svoje položaje. Njih su istovremeno nadlijetali sovjetski izviđački zrakoplovi, koji su označili mjesta s kojih je dolazila vatra, te na njih usmjerili napade avijacije. Potom je uslijedila topnička priprema u trajanju od 4 sata.
29. studenog sovjetska Motorizirano-streljačka pukovnija pokrenula je prvi kopneni napad, no pod žestokom vatrom i protunapadima mudžahedina, njihov napad je odbijen a Sovjeti su pretrpjeli velike gubitke.
1. prosinca, Gromov je izdao zapovijed za novi napad, kojeg su izvele sovjetska zračno-desantna bojna i komandosi Afganistanske Armije. Za razliku od prvog napada, ovaj je bio uspješan, jer su napadači uspjeli zauzeti dominantne točke iznad prijevoja, dok su mudžahedinski branitelji kojima je prijetilo okruživanje pobacali svoja oružja i pobjegli.

### Proboj blokade Hosta
Sovjetske snage potom su pokrenule nekoliko zračnih desanata, iako su isti bili ograničeni jer je kod mudžahedina bio prisutan sustav Stinger. U noćnom napadu, jedna padobranska brigada je helikopterima prebačena do Mirjuana, dok je istovremeno, druga brigada zračnim mostom prebačena direktno u Host, odakle je izvršila proboj s ciljem spajanja sa snagama koje su vršile glavni napad prema gradu.
Nakon što su mudžahedini izgubili kontrolu nad većinom prijevoja, njihovi zapovjednici došli su do zaključka da bi svaka daljnja obrana samo rezultirala još većim gubicima, stoga su glavnim snagama naredili povlačenje s glavnog pravca sovjetske ofenzive. Prije toga su po putevima postavili mine i zasjede manjim sovjetskim jedinicama koje su zalutale.
Sovjetske snage su polako, ali sigurno do 30. prosinca stigle u Host. Nakon toga su postavili punktove kako bi cestu držali otvorenom, no do kraja siječnja iduće godine, i te su punktove povukli.

## Epilog
Iako je ofenziva kratkoročno bila uspješna za Sovjete, nakon što se glavnina njihovih snaga povukla, mudžahedini su ponovo blokirali cestu.  